# Ptychadena porosissima
Ptychadena porosissima es una especie  de anfibios de la familia Ptychadenidae.

## Distribución geográfica
Se encuentra en Angola, sur de la República Democrática del Congo, Etiopía, Kenia, Malaui, Ruanda, Sudáfrica, Suazilandia, Tanzania, Uganda, Zambia, Zimbabue y, posiblemente, en Burundi, Lesoto y Mozambique.